# العلاقات الأيرلندية الروسية
العلاقات الأيرلندية الروسية هي العلاقات الثنائية التي تجمع بين جمهورية أيرلندا وروسيا.

## مقارنة بين البلدين
هذه مقارنة عامة ومرجعية للدولتين:
| وجه المقارنة                                              | جمهورية أيرلندا                                       | روسيا                                   |
| --------------------------------------------------------- | ----------------------------------------------------- | --------------------------------------- |
| المساحة (كم2)                                             | 70.27 ألف                                             | 17.08 مليون                             |
| عدد السكان (نسمة)                                         | 4.76 مليون                                            | 146.80 مليون                            |
| الكثافة السكانية (ن./كم²)                                 | 67.74                                                 | 8.59                                    |
| العاصمة                                                   | دبلن                                                  | موسكو                                   |
| اللغة الرسمية                                             | اللغة الأيرلندية، لغة إنجليزية، الإنجليزية الأيرلندية | اللغة الروسية                           |
| العملة                                                    | جنيه أيرلندي، يورو، عملات اليورو الأيرلندية           | روبل روسي                               |
| الناتج المحلي الإجمالي (بليون دولار)                      | 333.73 مليار                                          | 1.58 تريليون                            |
| الناتج المحلي الإجمالي (تعادل القوة الشرائية) بليون دولار | 318.16 مليار                                          | 3.69 تريليون                            |
| الناتج المحلي الإجمالي الاسمي للفرد دولار أمريكي          | 61.13 ألف                                             | 9.09 ألف                                |
| الناتج المحلي الإجمالي للفرد دولار أمريكي                 |                                                       |                                         |
| مؤشر التنمية البشرية                                      | 0.916                                                 | 0.798                                   |
| رمز المكالمات الدولي                                      | +353                                                  | +7                                      |
| رمز الإنترنت                                              | .ie                                                   | .ru، .рф، .рус ‏، .su                    |
| المنطقة الزمنية                                           | 00، ت ع م+01:00، أوروبا/دبلن ‏                         | Magadan Time ‏، ت ع م+02:00، ت ع م+12:00 |

## مدن متوأمة
في ما يلي قائمة باتفاقيات التوأمة بين مدن أيرلندية وروسية:
- ترتبط كورك مع كالينينغراد باتفاقية توأمة منذ 1982.

## منظمات دولية مشتركة
يشترك البلدان في عضوية مجموعة من المنظمات الدولية، منها:
| علم المنظمة | اسم المنظمة                        | تاريخ انضمام جمهورية أيرلندا | تاريخ انضمام روسيا |
| ----------- | ---------------------------------- | ---------------------------- | ------------------ |
|             | المنظمة الهيدروغرافية الدولية      | ?                            | ?                  |
|             | منظمة الشرطة الجنائية الدولية      | ?                            | 27 سبتمبر 1990     |
|             | الاتحاد البريدي العالمي            | ?                            | ?                  |
|             | منظمة التجارة العالمية             | ?                            | 22 أغسطس 2012      |
|             | الفريق المعني برصد الأرض           | ?                            | ?                  |
|             | مجموعة الموردين النوويين           | ?                            | ?                  |
|             | مؤسسة التنمية الدولية              | 22 ديسمبر 1960               | 16 يونيو 1992      |
|             | منظمة الأمن والتعاون في أوروبا     | 25 يونيو 1973                | 1992               |
|             | مؤسسة التمويل الدولية              | 11 سبتمبر 1958               | 12 أبريل 1993      |
|             | مجلس أوروبا                        | ?                            | 28 فبراير 1996     |
|             | منظمة حظر الأسلحة الكيميائية       | ?                            | ?                  |
|             | الأمم المتحدة                      | 14 ديسمبر 1955               | 24 أكتوبر 1945     |
|             | الاتحاد الدولي للاتصالات           | 8 ديسمبر 1923                | 1866               |
|             | البنك الدولي للإنشاء والتعمير      | 8 أغسطس 1957                 | 16 يونيو 1992      |
|             | وكالة ضمان الاستثمار متعدد الأطراف | 27 أكتوبر 1989               | 29 ديسمبر 1992     |
|             | نظام تحكم تكنولوجيا القذائف        | 1992                         | 1995               |
|             | يونسكو                             | 3 أكتوبر 1961                | 21 أبريل 1954      |

## أعلام
هذه قائمة لبعض الشخصيات التي تربطها علاقات بالبلدين:
- أميرة قصار (ممثلة فرنسية، 1 يوليو 1971 – )

## وصلات خارجية
- موقع وزارة الخارجية الروسية